# Lin Yu-ting
Lin Yu-ting (Nova Taipei, 13 de desembre de 1995) és una boxejadora taiwanesa, campiona olímpica a París 2024.
De petita, Lin i el seu germà gran van veure l'anime Hajime no Ippo, que la va inspirar a pensar en la boxa. Lin també va aprendre boxa en un esforç per protegir la seva mare dels abusos domèstics contra el seu pare.

## Carrera
Lin va guanyar una medalla d'or al Campionat del món de boxa femení AIBA 2018 com a pes gall, seguida d'una medalla al Campionat del món de boxa femení AIBA 2019.
L'any 2023, però va ser desqualificada dels Campionats del Món de Boxa Femení de 2023 organitzats per l'⁣Associació Internacional de Boxa (IBA) liderada per Rússia després de suspendre les proves d'elegibilitat de gènere no especificades. Va ser desposseïda d'una medalla de bronze, que va ser concedida a la búlgara Svetlana Staneva. El Comitè Olímpic Internacional (COI) i la seva Unitat de Boxa de París van criticar la desqualificació com a "sobtada i arbitrària" i feta "sense cap procés". The Washington Post va declarar: "No és clar quins estàndards per Imane Khelif i Lin Yu Ting van fallar l'any 2023 per conduir a les desqualificacions". L'IBA no va revelar la metodologia de la prova, i va afirmar que "els detalls seguien sent confidencials". El president del COI, Thomas Bach, va defensar la participació de Khelif i Lin: "Mai no hi va haver cap dubte que fossin una dona".
Al seu retorn a Taiwan, però, Lin es va sotmetre a proves addicionals que van confirmar la seva elegibilitat. El 2023, va competir amb èxit als Jocs Asiàtics de Hangzhou, on va confirmar la seva elegibilitat i va guanyar la primera medalla d'or de boxa de Taiwan a l'esdeveniment.

### Jocs Olímpics d'estiu de 2024
L'estatus olímpic de l'IBA va ser revocat el juny de 2023, a causa de problemes de govern i corrupció percebuda per jutjar i arbitratge. Com a resultat, el torneig de boxa a París per als Jocs Olímpics d'estiu de 2024 va ser gestionat per la Unitat de Boxa de París 2024 del COI. Lin va aconseguir la medalla d'or de la categoria femenina de 57 kg després de superar totes les rivals per decisió unànime dels jutges: l'uzbeka Sitora Turdibekova, la búlgara Svetlana Staneva, la turca Esra Yildiz Kahraman i la polonesa Julia Szeremeta.